# El príncipe cruel
El príncipe cruel es una novela fantástica escrita por la autora estadounidense Holly Black. Fue publicada el 26 de noviembre de 2018 por la editorial Hidra.
En junio de 2017 se anunció que la productora Universal Pictures y Michael De Luca adaptarán la serie para la gran pantalla.

## Sinopsis
La historia la narra Jude, una mortal que vive en la Corte Suprema del Reino Feérico. Fue trasladada allí con sus dos hermanas tras quedarse sin padres. Los feéricos desprecian a los humanos y Jude, que lo único que desea es sentir que pertenece a ese lugar, aún no se siente integrada. Especialmente  Cardan, el hijo más joven del Alto Rey, no acepta a Jude únicamente por ser humana. 
Jude lucha por hacerse un lugar en la corte y por ello se ve envuelta en las intrigas del palacio y se convierte en una ficha clave en los engaños de la corte y en la posible guerra civil que se avecina en el mundo féerico.

## Los habitantes del aire
La novela es la primera obra de una trilogía y parte de un universo literario en el que la autora ha publicado ya varios relatos. 

#### El príncipe cruel
Jude tenía siete años cuando sus padres fueron asesinados y, junto con sus dos hermanas, fue trasladada a la traicionera Corte Suprema del Reino Feérico. Diez años más tarde; lo único que Jude desea, a pesar de ser una mera mortal, es sentir que pertenece a ese lugar. Pero muchos de los habitantes desprecian a los humanos. Especialmente el Príncipe Cardan, el hijo más joven y perverso del Alto Rey. Para hacerse un hueco en la Corte, Jude deberá enfrentarse a él y afrontar las consecuencias. Como resultado, se verá envuelta en las intrigas y engaños del palacio, además de descubrir su propia habilidad para el derramamiento de sangre. Al tiempo que la guerra civil amenaza con arrasar las Cortes Feéricas, Jude se verá obligada a poner en riesgo su propia vida con una peligrosa alianza para tratar de salvar a sus hermanas, y al propio reino.

#### El rey malvado
La historia continúa justo después de los acontecimientos del primer libro. Jude está en la corte de las hadas y tiene que asumir sus nuevas responsabilidades políticas. Fue publicada por la editorial Hidra el 25 de noviembre de 2019.

#### La reina de nada
Es el desenlace de la trilogía que fue publicado en Estados Unidos por la editorial Little, Brown and Company en noviembre de 2019 y ya está disponible en España.

#### The Lost Sisters
Es una novela que acompaña la trama principal y sigue la vida de la hermana gemela de Jude, la protagonista de la trilogía. Se publicó en Estados Unidos en octubre de 2018 y por ahora sólo está disponible en libro electrónico y audiolibro. En España aún no ha sido publicada.

#### Una visita a las tierras imposibles
Un relato de los habitantes del aire escrito por Holly Black y que se usó como material promocional por la editorial Hidra. Los lectores que compraron el libro directamente por la editorial recibieron el relato de regalo.

## Personajes principales

### Jude Duarte
Una chica mortal de 17 años que vive en la corte feérica. A los siete años Madoc, el legítimo marido de su madre, asesinó a sus padres y se llevó a Jude y a sus dos hermanas a la corte, donde las crio como si fueran sus propias hijas. A pesar de no estar en su mundo y ser menospreciada por los feéricos, su objetivo es formar parte de este mundo que tanto ama. Es una gran espadachina, arte que aprendió de su padre adoptivo, y es valiente y decidida.

### Cardan Greenbriar
Es el hijo más joven del rey de la corte feérica, el rey Eldred, y de Asha. Es compañero de clase de Jude y la detesta por ser mortal. El día de su nacimiento se vaticinó que le depararían infortunios y por ello casi toda su familia renegó de él. Vive con su hermano Balekin, con el cual no se lleva bien.

## Personajes secundarios
- Taryn Duarte: La hermana gemela de Jude. Taryn no es atrevida ni busca ser poderosa como Jude y no desea desafiar a los feéricos, sino que prefiere ignorar a aquellos que la insultan. Traiciona a su hermana al aliarse con los feéricos y comprometerse con Locke.
- Vivienne: Es la medio hermana de  Jude y Taryn e hija de Madoc con su primera esposa mortal. Vivienne nunca se ha sentido parte del mundo feérico y su mayor deseo es volver al mundo mortal. Ella posee los poderes mágicos y la inmortalidad de los féericos, a diferencia de Jude y Taryn que son completamente mortales. Odia a su padre y hace todo lo posible por desafiarle. 
- Madoc: El general del rey Eldred, padre de Vivienne y Oak y padrastro de Jude y Taryn. Es muy protector con su familia, pero también increíblemente ambicioso y despediado. Mató a su mujer, que le había abandonado llevándose a su hija, y al nuevo marido de esta. Sin embargo, se hizo cargo de sus hijas y las cuidó como si fueran suyas.
- Oak: El hijo de Madoc y Oriana y hermanastro de Vivienne, Jude y Taryn. Es un niño mimado, pero dulce. 
- Oriana: La segunda esposa de Madoc, madre de Oak y madrastra de Vivienne, Jude y Taryn. Antes de casarse fue consorte del rey Eldred. Es una madre muy protectora de Oak, pero siempre se ha mostrado fría con sus hijastras.
- Eldred Greenbriar: El rey de la corte feérica de Elfhame. 
- Dain Greenbriar: El tercer hijo del rey Eldred. Es el aliado de Jude durante el primer libro. 
- Balekin Greenbriar: El primogénito del rey Eldred. Es abusivo y cruel con su hermano Cardan y es conocido por despreciar a los mortales. 
- Nicasia: Mujer feérica que pertenece al círculo de amistades del príncipe Cardan. Es la hija de la reina Orlagh del mundo marino y es cruel con aquellos que considera de menor estatus que ella. 
- Locke: Feérico que pertenece al círculo íntimo de amistades del príncipe Cardan. Muestra un interés romántico en Jude y más adelante también en Taryn. 
- Valerian: Un joven feérico que pertenece al círculo de amistades del príncipe Cardan. El más cruel de sus amigos que siempre está buscando formas de hacer daño a Jude.

## Inspiración
Holly Black se inspiró en el folklore tradicional para la creación de sus personajes y el ambiente de Elfhame. Muchos libros actuales representan a las hadas y el mundo féerico como algo amistoso y positivo, pero el folklore tradicional es mucho más oscuro y violento. Holly Black quería crear personajes que se asemejasen más a estos seres que robaban y engañaban a las personas e incluso ocasionaban sus muertes. Por ello las hadas son un tema común en muchos de sus libros anteriores como las Crónicas de Spiderwick y en la saga de  Los habitantes del aire.

## Críticas
El libro ha sido un éxito en Estados Unidos. Fue nominado a los "premios Locus para la mejor novela juvenil", al "Goodreads Choice Award" y al "Lodestar Award for Best Young Adult Book". Además, ganó el "Silver Inky" premio a la mejor novela juvenil internacional.

## Adaptación cinematográfica
En 2017 se anunció que la productora cinematográfica Universal Pictures adquirió los derechos de la trilogía para su adaptación cinematográfica. El productor sería Michael De Luca, que ya ha trabajado en otros proyectos importantes como la red social o Ghost Rider. Kristin Lowe supervisará el proyecto.